# جوزيبي فابر
جوزيبي فابر (بالإيطالية: Giuseppe Fabre)‏ هو متسابق بياثل إيطالي، ولد في 1910، وتوفي في 3 نوفمبر 2007.